# 圣米希尔斯海斯特尔
圣米希尔斯海斯特尔（荷蘭語：Sint-Michielsgestel，荷蘭語發音：[ˌsɪntmiˌxilsˈxɛstəl] ⓘ）是荷蘭的一個市鎮，位於荷蘭南部。在行政區劃上，圣米希尔斯海斯特尔屬於北布拉班特省。地名取自於米迦勒。

## 外部連結
- 维基共享资源上的相關多媒體資源：圣米希尔斯海斯特尔
- 官方网站